# Vela ai Giochi della XIV Olimpiade - 6 metri
La competizione della classe 6 metri  di vela ai Giochi della XIV Olimpiade si è svolta nei giorni dal 3 al 12 agosto 1948 a Torquay.

## Partecipanti
| Nazione       | Barca       | Equipaggio |
| ------------- | ----------- | --- |
| Stati Uniti   | Llanoria    | Herman Whiton - Lee Loomis - Mike Mooney - James Smith - Jim Weekes                                                                      |
| Argentina     | Djinn       | Enrique Conrado Sieburger - Enrique Adolfo Sieburger - Emilio Homps - Rodolfo Rivademar - Rufino Rodríguez de la Torre - Julio Sieburger |
| Svezia        | Ali-Baba II | Tore Holm - Karl-Robert Ameln - Martin Hindorff - Torsten Lord - Gösta Salén                                                             |
| Norvegia      | Apache      | Magnus Konow - Anders Evensen - Ragnar Hargreaves - Lars Musæus - Hakon Solem                                                            |
| Gran Bretagna | Johan       | Douglas Hume - Bonar Hardie - Hamish Hardie - Harry Hunter - Howden Hume                                                                 |
| Belgio        | Lalage      | Ludovic Franck - Émile Hayoit - Willy Huybrechts - Henri Van Riel - Willy Van Rompaey                                                    |
| Svizzera      | Ylliam VII  | Henri Copponex - Émile Lachapelle - André Firmenich - Louis Noverraz - Charles Stern - Marcel Stern                                      |
| Italia        | Ciocca II   | Giovanni Reggio - Giorgio Audizio - Renato Cosentino - Beppe Croce - Gennaro De Luca - Luigi Poggi - Enrico Poggi                        |
| Finlandia     | Raili       | Ernst Westerlund - Rote Hellström - Ragnar Jansson - Adolf Konto - Rolf Turkka - Valo Urho                                               |
| Danimarca     | Morena      | Troels la Cour - Bruno Clausen - Svend Iversen - René la Cour - Hans Sørensen                                                            |
| Francia       | LaBandera   | Albert Cadot - Jean Castel - Claude Desouches - Robert Lacarrière - François Laverne                                                     |

## Risultati
| Regata 1 3 agosto | Regata 1 3 agosto | Regata 1 3 agosto | Regata 1 3 agosto | Regata 2 4 agosto | Regata 2 4 agosto | Regata 2 4 agosto | Regata 2 4 agosto | Regata 3 5 agosto | Regata 3 5 agosto | Regata 3 5 agosto | Regata 3 5 agosto | Regata 4 6 agosto | Regata 4 6 agosto | Regata 4 6 agosto | Regata 4 6 agosto |
| Pos.              | Nazione           | Tempo             | Punti             | Pos.              | Nazione           | Tempo             | Punti             | Pos.              | Nazione           | Tempo             | Punti             | Pos.              | Nazione           | Tempo             | Punti             |
| ----------------- | ----------------- | ----------------- | ----------------- | ----------------- | ----------------- | ----------------- | ----------------- | ----------------- | ----------------- | ----------------- | ----------------- | ----------------- | ----------------- | ----------------- | ----------------- |
| 1                 | Belgio            | 2-45:27           | 1142              | 1                 | Stati Uniti       | 2-35:51           | 1142              | 1                 | Stati Uniti       | 2-10:50           | 1142              | 1                 | Svezia            | 2-13:13           | 1142              |
| 2                 | Svizzera          | 2-49:24           | 841               | 2                 | Svezia            | 2-36:17           | 841               | 2                 | Svezia            | 2-11:07           | 841               | 2                 | Argentina         | 2-18:34           | 841               |
| 3                 | Argentina         | 2-50:26           | 665               | 3                 | Argentina         | 2-36:35           | 665               | 3                 | Argentina         | 2-14:22           | 665               | 3                 | Stati Uniti       | 2-23:42           | 665               |
| 4                 | Stati Uniti       | 2-50:40           | 540               | 4                 | Gran Bretagna     | 2-38:51           | 540               | 4                 | Danimarca         | 2-16:27           | 540               | 4                 | Svizzera          | 2-25:20           | 540               |
| 5                 | Svezia            | 2-50:58           | 443               | 5                 | Danimarca         | 2-40:46           | 443               | 5                 | Italia            | 2-17:35           | 443               | 5                 | Norvegia          | 2-26:21           | 443               |
| 6                 | Italia            | 2-55:12           | 364               | 6                 | Svizzera          | 2-42:07           | 364               | 6                 | Francia           | 2-18:18           | 364               | 6                 | Italia            | 2-26:40           | 364               |
| 7                 | Gran Bretagna     | 2-55:43           | 297               | 7                 | Finlandia         | 2-43:08           | 297               | 7                 | Svizzera          | 2-20:42           | 297               | 7                 | Gran Bretagna     | 2-27:09           | 297               |
| 8                 | Norvegia          | 2-55:54           | 239               | 8                 | Belgio            | 2-43:43           | 239               | 8                 | Gran Bretagna     | 2-21:49           | 239               | 8                 | Finlandia         | 2-28:50           | 239               |
| 9                 | Finlandia         | 2-58:46           | 188               | 9                 | Francia           | 2-43:06           | 188               | 9                 | Norvegia          | 2-23:00           | 188               | 9                 | Belgio            | 2-29:05           | 188               |
| 10                | Danimarca         | 3-01:55           | 142               | -                 | Italia            | NP                | 0                 | 10                | Finlandia         | 2-23:31           | 142               | 10                | Francia           | 2-33:16           | 142               |
| 11                | Francia           | 3-05:24           | 101               | -                 | Norvegia          | NP                | 0                 | 11                | Belgio            | 2-26:04           | 101               | 11                | Danimarca         | 2-33:46           | 101               |

| Regata 5 10 agosto | Regata 5 10 agosto | Regata 5 10 agosto | Regata 5 10 agosto | Regata 6 11 agosto | Regata 6 11 agosto | Regata 6 11 agosto | Regata 6 11 agosto | Regata 7 12 agosto | Regata 7 12 agosto | Regata 7 12 agosto | Regata 7 12 agosto |
| Pos.               | Nazione            | Tempo              | Punti              | Pos.               | Nazione            | Tempo              | Punti              | Pos.               | Nazione            | Tempo              | Punti              |
| ------------------ | ------------------ | ------------------ | ------------------ | ------------------ | ------------------ | ------------------ | ------------------ | ------------------ | ------------------ | ------------------ | ------------------ |
| 1                  | Argentina          | 2-03:48            | 1142               | 1                  | Stati Uniti        | 2-55:06            | 1142               | 1                  | Argentina          | 2-26:01            | 1142               |
| 2                  | Norvegia           | 2-04:04            | 841                | 2                  | Norvegia           | 2-57:33            | 841                | 2                  | Stati Uniti        | 2-26:20            | 841                |
| 3                  | Svezia             | 2-04:28            | 665                | 3                  | Gran Bretagna      | 2-58:18            | 665                | 3                  | Norvegia           | 2-26:41            | 665                |
| 4                  | Gran Bretagna      | 2-04:44            | 540                | 4                  | Argentina          | 2-59:17            | 540                | 4                  | Gran Bretagna      | 2-29:36            | 540                |
| 5                  | Belgio             | 2-05:15            | 443                | 5                  | Italia             | 2-59:39            | 443                | 5                  | Belgio             | 2-32:08            | 443                |
| 6                  | Finlandia          | 2-05:17            | 364                | 6                  | Svizzera           | 3-00:52            | 364                | 6                  | Finlandia          | 2-34:41            | 364                |
| 7                  | Italia             | 2-05:24            | 297                | 7                  | Belgio             | 3-03:34            | 297                | 7                  | Francia            | 2-35:01            | 297                |
| 8                  | Stati Uniti        | 2-05:33            | 239                | 8                  | Finlandia          | 3-05:25            | 239                | 8                  | Danimarca          | 2-35:19            | 239                |
| 9                  | Svizzera           | 2-05:36            | 188                | 9                  | Francia            | 3-06:49            | 188                | 9                  | Italia             | 2-35:27            | 188                |
| 10                 | Danimarca          | 2-06:19            | 142                | 10                 | Danimarca          | 3-07:43            | 142                | 10                 | Svizzera           | 2-35:30            | 142                |
| 11                 | Francia            | 2-07:30            | 101                | -                  | Svezia             | Squal.             | 0                  | 11                 | Svezia             | 2-45:30            | 101                |

## Classifica finale
| Pos.    | Nazione       | Barca       | Equipaggio | Punti Totali | Punti ottenuti nelle regate | Punti ottenuti nelle regate | Punti ottenuti nelle regate | Punti ottenuti nelle regate | Punti ottenuti nelle regate | Punti ottenuti nelle regate | Punti ottenuti nelle regate |
| Pos.    | Nazione       | Barca       | Equipaggio | Punti Totali | 1                           | 2                           | 3                           | 4                           | 5                           | 6                           | 7                           |
| ------- | ------------- | ----------- | --- | ------------ | --------------------------- | --------------------------- | --------------------------- | --------------------------- | --------------------------- | --------------------------- | --------------------------- |
| Oro     | Stati Uniti   | Llanoria    | Herman Whiton - Lee Loomis - Mike Mooney - James Smith - Jim Weekes                                                               | 5472         | 540                         | 1142                        | 1142                        | 665                         | 239                         | 1142                        | 841                         |
| Argento | Argentina     | Djinn       | Enrique Sieburger Sr. - Enrique Sieburger Jr. - Emilio Homps - Rodolfo Rivademar - Rufino Rodríguez de la Torre - Julio Sieburger | 5120         | 665                         | 665                         | 665                         | 841                         | 1142                        | 540                         | 1142                        |
| Bronzo  | Svezia        | Ali-Baba II | Tore Holm - Karl-Robert Ameln - Martin Hindorff - Torsten Lord - Gösta Salén                                                      | 4033         | 443                         | 841                         | 841                         | 1142                        | 665                         | 0                           | 101                         |
| 4       | Norvegia      | Apache      | Magnus Konow - Anders Evensen - Ragnar Hargreaves - Lars Musæus - Hakon Solem                                                     | 3217         | 239                         | 0                           | 188                         | 443                         | 841                         | 841                         | 665                         |
| 5       | Gran Bretagna | Johan       | Douglas Hume - Bonar Hardie - Hamish Hardie - Harry Hunter - Howden Hume                                                          | 2879         | 297                         | 540                         | 239                         | 297                         | 540                         | 665                         | 540                         |
| 6       | Belgio        | Lalage      | Ludovic Franck - Émile Hayoit - Willy Huybrechts - Henri Van Riel - Willy Van Rompaey                                             | 2752         | 1142                        | 239                         | 101                         | 188                         | 443                         | 297                         | 443                         |
| 7       | Svizzera      | Ylliam VII  | Henri Copponex - Émile Lachapelle - André Firmenich - Louis Noverraz - Charles Stern - Marcel Stern                               | 2594         | 841                         | 364                         | 297                         | 540                         | 188                         | 364                         | 142                         |
| 8       | Italia        | Ciocca II   | Giovanni Reggio - Giorgio Audizio - Renato Cosentino - Beppe Croce - Gennaro De Luca - Luigi Poggi - Enrico Poggi                 | 2099         | 364                         | 0                           | 443                         | 364                         | 297                         | 443                         | 188                         |
| 9       | Finlandia     | Raili       | Ernst Westerlund - Rote Hellström - Ragnar Jansson - Adolf Konto - Rolf Turkka - Valo Urho                                        | 1691         | 188                         | 297                         | 142                         | 239                         | 364                         | 239                         | 364                         |
| 10      | Danimarca     | Morena      | Troels la Cour - Bruno Clausen - Svend Iversen - René la Cour - Hans Sørensen                                                     | 1648         | 142                         | 443                         | 540                         | 101                         | 142                         | 142                         | 239                         |
| 11      | Francia       | LaBandera   | Albert Cadot - Jean Castel - Claude Desouches - Robert Lacarrière - François Laverne                                              | 1280         | 101                         | 188                         | 364                         | 142                         | 101                         | 188                         | 297                         |